# Svenska mästerskapen i kortbanesimning 1993
Svenska mästerskapen i kortbanesimning 1993 avgjordes i Linköpings simhall i Linköping mellan den 19 och 21 november 1993. Det var den 41:a upplagan av kortbane-SM.
Under mästerskapet noterades fem nya individuella svenska rekord samt två i lagkapp. Även tre nya svenska juniorrekord noterades under mästerskapet. I herrarnas tävling simmade Lars Frölander 100 meter fjärilsim på 52,95 sekunder och slog då Pär Arvidssons rekord från 1981 samt blev den förste svensken under 53 sekunder. På 200 meter bröstsim noterade Fredrik Rosenholm ett nytt rekord i försöksheaten efter ett lopp på tiden 2.13,93. På 50 meter bröstsim slogs rekordet två gånger och Patric Robertssons nya rekord blev 28,45 sekunder. På 100 meter medley noterade Anders Holmertz ett nytt rekord efter ett lopp på 56,72 sekunder. Han tog även sitt 50:e individuella SM-guld vid mästerskapet. På 4×100 meter medley noterade Marcus Lundstedt, Peter Haraldsson, Jonas Åkesson och Patric Robertsson tävlande för Södertälje SS ett nytt svenskt rekord för klubblag på tiden 3.42,67.
I damernas tävling noterade Therese Alshammar både ett nytt svensk rekord och juniorrekord på 100 meter ryggsim efter ett lopp på tiden 1.02,10. Hon noterade även ett juniorrekord på 50 meter ryggsim efter ett lopp på 29,01 sekunder. På 4×100 meter medley noterade Camilla Johansson, Hanna Jaltner, Viktoria Gadd och Malin Ulveklint tävlande för Växjö SS ett nytt svenskt rekord på tiden 4.11,42.

## Medaljsummering

### Herrar
| Gren             | Guld                                                                      | Guld                                                                      | Silver                                                                    | Silver                                                                    | Brons                                                                 | Brons                                                                 |
| Frisim           |                                                                           |                                                                           |                                                                           |                                                                           |                                                                       |                                                                       |
| 50 m frisim      | Joakim Holmqvist Jönköpings SS                                            | 22,36                                                                     | Christer Wallin Mölndals ASS                                              | 22,65                                                                     | Patric Robertsson Södertälje SS                                       | 22,92                                                                 |
| 100 m frisim     | Anders Holmertz Spårvägens SF                                             | 48,96                                                                     | Christer Wallin Mölndals ASS                                              | 49,14                                                                     | Lars Frölander Borlänge SS                                            | 49,29                                                                 |
| 200 m frisim     | Anders Holmertz Spårvägens SF                                             | 1.45,68                                                                   | Lars Frölander Borlänge SS                                                | 1.47,66                                                                   | Christer Wallin Mölndals ASS                                          | 1.47,70                                                               |
| 400 m frisim     | Anders Holmertz Spårvägens SF                                             | 3.50,01                                                                   | Jonas Lundström Södertälje SS                                             | 3.51,28                                                                   | Mikael E Rosén Fagersta SK                                            | 3.52,40                                                               |
| 1 500 m frisim   | Jonas Lundström Södertälje SS                                             | 15.19,05                                                                  | Mikael E Rosén Fagersta SK                                                | 15.33,11                                                                  | Magnus Aronsson Spårvägens SF                                         | 15.47,57                                                              |
| Fjärilsim        |                                                                           |                                                                           |                                                                           |                                                                           |                                                                       |                                                                       |
| 50 m fjärilsim   | Jonas Åkesson Södertälje SS                                               | 24,44                                                                     | Jan Karlsson Falu SS                                                      | 24,48                                                                     | Christer Wallin Mölndals ASS                                          | 24,88                                                                 |
| 100 m fjärilsim  | Lars Frölander Borlänge SS                                                | 52,95 0NR0                                                                | Jonas Lögdberg Täby Sim                                                   | 54,18                                                                     | Jonas Åkesson Södertälje SS                                           | 54,60                                                                 |
| 200 m fjärilsim  | Gustaf Johansson Stockholmspolisens IF                                    | 1.59,74                                                                   | Stefan Gullberg Stockholmspolisens IF                                     | 1.59,82                                                                   | Mats Rasmusson Helsingborgs S                                         | 2.00,86                                                               |
| Ryggsim          |                                                                           |                                                                           |                                                                           |                                                                           |                                                                       |                                                                       |
| 50 m ryggsim     | Zsolt Hegmegi Jönköpings SS                                               | 25,92                                                                     | Pär Gustafsson Ängelholms SS                                              | 26,14                                                                     | Daniel Lönnberg Karlskrona SS                                         | 26,29                                                                 |
| 100 m ryggsim    | Zsolt Hegmegi Jönköpings SS                                               | 56,36                                                                     | Martin Svensson Jönköpings SS                                             | 56,40                                                                     | Daniel Lönnberg Karlskrona SS                                         | 56,63                                                                 |
| 200 m ryggsim    | Tobias Marklund Piteå Sim                                                 | 1.59,47 0NRJ0                                                             | Martin Svensson Jönköpings SS                                             | 1.59,74                                                                   | Fredrik Lundin Malmö KK                                               | 2.00,02                                                               |
| Bröstsim         |                                                                           |                                                                           |                                                                           |                                                                           |                                                                       |                                                                       |
| 50 m bröstsim    | Patric Robertsson Södertälje SS                                           | 28,45 0NR0                                                                | Mickael Alpfors Malmö KK                                                  | 29,01                                                                     | Magnus Classén Norrköpings KK                                         | 29,07                                                                 |
| 100 m bröstsim   | Magnus Classén Norrköpings KK                                             | 1.02,84                                                                   | Conny Wennberg Turebergs IF                                               | 1.03,03                                                                   | Peter Karlsson Västerås SS                                            | 1.03,16                                                               |
| 200 m bröstsim   | Conny Wennberg Turebergs IF                                               | 2.14,79                                                                   | Fredrik Rosenholm Spårvägens SF                                           | 2.15,00                                                                   | Michael Alpfors Malmö KK                                              | 2.15,34                                                               |
| Medley           |                                                                           |                                                                           |                                                                           |                                                                           |                                                                       |                                                                       |
| 100 m medley     | Anders Holmertz Spårvägens SF                                             | 56,72 0NR0                                                                | Peter Haraldsson Södertälje SS                                            | 57,10                                                                     | Pär Gustafsson Ängelholms SS                                          | 57,58                                                                 |
| 200 m medley     | Daniel Karlsson Täby Sim                                                  | 2.02,23                                                                   | Peter Haraldsson Södertälje SS                                            | 2.03,46                                                                   | Ola Frejd SK Neptun                                                   | 2.03,84                                                               |
| 400 m medley     | Fredrik Lundin Malmö KK                                                   | 4.15,41 0NRJ0                                                             | Daniel Karlsson Täby Sim                                                  | 4.15,47                                                                   | Henrik Cleverdahl Norrköpings KK                                      | 4.21,42                                                               |
| Lagkapp – frisim |                                                                           |                                                                           |                                                                           |                                                                           |                                                                       |                                                                       |
| 4×50 m frisim    | Borlänge SS 1.31,05                                                       | Borlänge SS 1.31,05                                                       | Jönköpings SS 1.31,07                                                     | Jönköpings SS 1.31,07                                                     | Södertälje SS 1.31,45                                                 | Södertälje SS 1.31,45                                                 |
| 4×50 m frisim    | Pär Helgesson (23,54) Jan Helgesson Per Johansson Lars Frölander          | Pär Helgesson (23,54) Jan Helgesson Per Johansson Lars Frölander          | Zsolt Hegmegi (23,10) Andreas Dencker Thomas Holmqvist Joakim Holmqvist   | Zsolt Hegmegi (23,10) Andreas Dencker Thomas Holmqvist Joakim Holmqvist   | Patric Robertsson (22,83) Marcus Lundstedt Anders Bladh Jonas Åkesson | Patric Robertsson (22,83) Marcus Lundstedt Anders Bladh Jonas Åkesson |
| 4×100 m frisim   | Jönköpings SS 3.20,40                                                     | Jönköpings SS 3.20,40                                                     | Södertälje SS 3.20,64                                                     | Södertälje SS 3.20,64                                                     | Borlänge SS 3.20,92                                                   | Borlänge SS 3.20,92                                                   |
| 4×100 m frisim   | Zsolt Hegmegi (50,28) Andreas Dencker Martin Svensson Joakim Holmqvist    | Zsolt Hegmegi (50,28) Andreas Dencker Martin Svensson Joakim Holmqvist    | Marcus Lundstedt (51,05) Patric Robertsson Peter Haraldsson Jonas Åkesson | Marcus Lundstedt (51,05) Patric Robertsson Peter Haraldsson Jonas Åkesson | Pär Helgesson (50,67) Jan Helgesson Per Johansson Lars Frölander      | Pär Helgesson (50,67) Jan Helgesson Per Johansson Lars Frölander      |
| Lagkapp – medley |                                                                           |                                                                           |                                                                           |                                                                           |                                                                       |                                                                       |
| 4×100 m medley   | Södertälje SS 3.42,67 0NR0                                                | Södertälje SS 3.42,67 0NR0                                                | Spårvägens SF 3.43,92                                                     | Spårvägens SF 3.43,92                                                     | Stockholmspolisens IF 3.45,93                                         | Stockholmspolisens IF 3.45,93                                         |
| 4×100 m medley   | Marcus Lundstedt (58,21) Peter Haraldsson Jonas Åkesson Patric Robertsson | Marcus Lundstedt (58,21) Peter Haraldsson Jonas Åkesson Patric Robertsson | Henrik Forsberg (58,45) Arvid Bruhn Fredrik Letzler Anders Holmertz       | Henrik Forsberg (58,45) Arvid Bruhn Fredrik Letzler Anders Holmertz       | Nicklas Håkansson (58,66) Jan Björk Gustaf Johansson Peter Pärlklo    | Nicklas Håkansson (58,66) Jan Björk Gustaf Johansson Peter Pärlklo    |

### Damer
| Gren             | Guld                                                                    | Guld                                                                    | Silver                                                                   | Silver                                                                   | Brons                                                                    | Brons                                                                    |
| Frisim           |                                                                         |                                                                         |                                                                          |                                                                          |                                                                          |                                                                          |
| 50 m frisim      | Linda Olofsson Sundsvalls SS                                            | 25,29                                                                   | Ellenor Svensson Norrköpings KK                                          | 25,78                                                                    | Susanne Lööw Södertälje SS                                               | 26,07                                                                    |
| 100 m frisim     | Ellenor Svensson Norrköpings KK                                         | 55,51                                                                   | Linda Olofsson Sundsvalls SS                                             | 55,73                                                                    | Susanne Lööw Södertälje SS                                               | 56,46                                                                    |
| 200 m frisim     | Malin Nilsson Malmö KK                                                  | 2.00,78                                                                 | Louise Jöhncke Spårvägens SF                                             | 2.01,31                                                                  | Petra Mauritzon Kristianstads SLS                                        | 2.03,61                                                                  |
| 400 m frisim     | Malin Nilsson Malmö KK                                                  | 4.10,69                                                                 | Emma Olsson SK Sydsim                                                    | 4.18,43                                                                  | Viktoria Gadd Växjö SS                                                   | 4.21,81                                                                  |
| 800 m frisim     | Malin Nilsson Malmö KK                                                  | 8.45,29                                                                 | Viktoria Gadd Växjö SS                                                   | 8.51,60                                                                  | Sofia Lindström Turebergs IF                                             | 9.00,57                                                                  |
| Fjärilsim        |                                                                         |                                                                         |                                                                          |                                                                          |                                                                          |                                                                          |
| 50 m fjärilsim   | Linda Olofsson Sundsvalls SS                                            | 27,90                                                                   | Ellenor Svensson Norrköpings SS                                          | 27,99                                                                    | Anna Lindberg Helsingborgs S                                             | 28,17                                                                    |
| 100 m fjärilsim  | Ellenor Svensson Norrköpings KK                                         | 1.01,99                                                                 | Anna Lindberg Helsingborgs S                                             | 1.02,14                                                                  | Louise Jöhncke Spårvägens SF                                             | 1.02,39                                                                  |
| 200 m fjärilsim  | Christina Öhlund Piteå Sim                                              | 2.16,39                                                                 | Mikaela Laurén Stockholmspolisens IF                                     | 2.16,67                                                                  | Ulrika Wikström Spårvägens SF                                            | 2.18,26                                                                  |
| Ryggsim          |                                                                         |                                                                         |                                                                          |                                                                          |                                                                          |                                                                          |
| 50 m ryggsim     | Therese Alshammar SK Neptun                                             | 29,01 0NRJ0                                                             | Ulrika Jardfeldt Turebergs IF                                            | 29,61                                                                    | Camilla Johansson Växjö SS                                               | 30,39                                                                    |
| 100 m ryggsim    | Therese Alshammar SK Neptun                                             | 1.02,10 0NR0 NRJ0                                                       | Ulrika Jardfeldt Turebergs IF                                            | 1.02,29                                                                  | Camilla Johansson Växjö SS                                               | 1.03,02                                                                  |
| 200 m ryggsim    | Camilla Johansson Växjö SS                                              | 2.14,65                                                                 | Anna Nilsson Södertälje SS                                               | 2.16,29                                                                  | Magdalena Schultz Malmö KK                                               | 2.17,03                                                                  |
| Bröstsim         |                                                                         |                                                                         |                                                                          |                                                                          |                                                                          |                                                                          |
| 50 m bröstsim    | Hanna Jaltner Växjö SS                                                  | 32,26                                                                   | Charlotte Humling Södertälje SS                                          | 33,50                                                                    | Susanne Ahl Spårvägens SF                                                | 33,63                                                                    |
| 100 m bröstsim   | Hanna Jaltner Växjö SS                                                  | 1.09,58                                                                 | Anna Rosengren Falu SS                                                   | 1.11,79                                                                  | Charlotte Humling Södertälje SS                                          | 1.11,83                                                                  |
| 200 m bröstsim   | Hanna Jaltner Växjö SS                                                  | 2.32,71                                                                 | Lena Eriksson Spårvägens SF                                              | 2.33,55                                                                  | Charlotte Humling Södertälje SS                                          | 2.33,67                                                                  |
| Medley           |                                                                         |                                                                         |                                                                          |                                                                          |                                                                          |                                                                          |
| 100 m medley     | Ulrika Jardfeldt Turebergs IF                                           | 1.03,58                                                                 | Lisa Lönn Falu SS                                                        | 1.04,26                                                                  | Helena Kälvehed Norrköpings KK                                           | 1.05,20                                                                  |
| 200 m medley     | Ulrika Jardfeldt Turebergs IF                                           | 2.17,13                                                                 | Lisa Lönn Falu SS                                                        | 2.18,63                                                                  | Liselotte Petersson Södertörns SS                                        | 2.20,31                                                                  |
| 400 m medley     | Anna Nilsson Södertälje SS                                              | 4.54,63                                                                 | Liselotte Petersson Södertörns SS                                        | 4.58,02                                                                  | Cecilia Kentell Malmö KK                                                 | 4.59,90                                                                  |
| Lagkapp – frisim |                                                                         |                                                                         |                                                                          |                                                                          |                                                                          |                                                                          |
| 4×50 m frisim    | Norrköpings KK 1.45,76                                                  | Norrköpings KK 1.45,76                                                  | Södertälje SS 1.45,79                                                    | Södertälje SS 1.45,79                                                    | Spårvägens SF 1.46,19                                                    | Spårvägens SF 1.46,19                                                    |
| 4×50 m frisim    | Ellenor Svensson (26,47) Petra Meuller Viktoria Ekberg Helena Kälvehed  | Ellenor Svensson (26,47) Petra Meuller Viktoria Ekberg Helena Kälvehed  | Susanne Lööw (26,25) Sofi Nygren Anna-Karin Rantzow Charlotte Humling    | Susanne Lööw (26,25) Sofi Nygren Anna-Karin Rantzow Charlotte Humling    | Louise Jöhncke (26,54) Annika Gustafsson Jenny Engkvist Martina Aronsson | Louise Jöhncke (26,54) Annika Gustafsson Jenny Engkvist Martina Aronsson |
| 4×100 m frisim   | Norrköpings KK 3.47,92                                                  | Norrköpings KK 3.47,92                                                  | Spårvägens SF 3.48,37                                                    | Spårvägens SF 3.48,37                                                    | Södertälje SS 3.49,60                                                    | Södertälje SS 3.49,60                                                    |
| 4×100 m frisim   | Petra Meuller (57,36) Viktoria Ekberg Helena Kälvehed Ellenor Svensson  | Petra Meuller (57,36) Viktoria Ekberg Helena Kälvehed Ellenor Svensson  | Louise Jöhncke (56,82) Jenny Engkvist Ulrika Wikström Martina Aronsson   | Louise Jöhncke (56,82) Jenny Engkvist Ulrika Wikström Martina Aronsson   | Susanne Lööw (56,28) Anna-Karin Rantzow Charlotte Humling Sofi Nygren    | Susanne Lööw (56,28) Anna-Karin Rantzow Charlotte Humling Sofi Nygren    |
| Lagkapp – medley |                                                                         |                                                                         |                                                                          |                                                                          |                                                                          |                                                                          |
| 4×100 m medley   | Växjö SS 4.11,42 0NR0                                                   | Växjö SS 4.11,42 0NR0                                                   | Södertälje SS 4.15,85                                                    | Södertälje SS 4.15,85                                                    | Spårvägens SF 4.16,91                                                    | Spårvägens SF 4.16,91                                                    |
| 4×100 m medley   | Camilla Johansson (1.03,08) Hanna Jaltner Viktoria Gadd Malin Ulveklint | Camilla Johansson (1.03,08) Hanna Jaltner Viktoria Gadd Malin Ulveklint | Anna Nilsson (1.06,14) Charlotte Humling Anna-Karin Rantzow Susanne Lööw | Anna Nilsson (1.06,14) Charlotte Humling Anna-Karin Rantzow Susanne Lööw | Cathrine Ahl (1.05,88) Susanne Ahl Louise Jöhncke Jenny Engkvist         | Cathrine Ahl (1.05,88) Susanne Ahl Louise Jöhncke Jenny Engkvist         |